# 自社さ連立政権

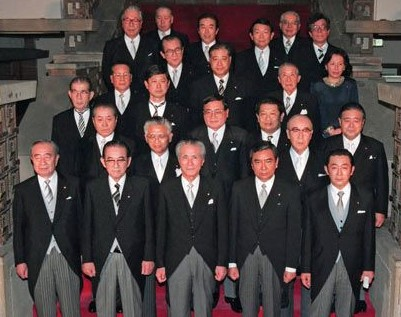
村山内閣発足時の記念撮影にて（1994年6月）

自社さ連立政権（じしゃされんりつせいけん）は、1994年（平成6年）6月30日から1998年（平成10年）6月までの自由民主党・日本社会党（1996年1月19日以降は社会民主党）・新党さきがけによる連立政権。
1996年10月までは自由連合も閣外協力しており、1995年8月8日から1996年1月11日までの間は代表の德田虎雄が沖縄開発庁政務次官として政権入りしていた。

## 概説
社会党とさきがけの「社さ政権構想」に自民党が加わる形で「自社さ共同政権構想」が制作され、自社さ連立政権が成立した。社会党とさきがけ及び自民党を竹下登が主導する政権構想だった。戦後政治の55年体制にピリオドを打った政権だった。
イデオロギーで長年対立関係にあった衆議院第1党自民党と衆議院第2党の社会党が連立を組んだため大連立に近い政権であった。1993年の第40回衆議院議員総選挙で公示前より議席を増やすも過半数を割った自民党と、歴史的大敗に至った社会党が、敗者同士で手を結び、離党者や新党を押しのけて政権を奪った政権ともいえる。この背景には公明党の市川雄一との一・一ラインを中心にトップダウンで強引に根回しなしで決めていく小沢一郎の政治手法への反発があるとされる。既存政党への期待が低下する中で、無党派が爆発的に増えるとともに有権者の政治不信が加速し、無党派の支持を受けて東京都知事に青島幸男が、大阪府知事に横山ノックが当選した（青島・ノック現象）。1995年7月に行われた第17回参議院議員通常選挙は投票率50%を大きく下回り、44.52%と過去最低を記録した。村山内閣で経済企画庁長官を務めた高村正彦は「55年体制下でしのぎを削った自社両党が手を組むことを小沢さんたちは激しく攻撃してきた。私は心外だった。自衛隊の合憲性さえ一致しない8党派連立がよくて、なぜ自社さ政権が野合なのだ」と回顧している。

## 歴史
1994年4月28日、8党派連立の細川内閣が倒れ、新生党の羽田内閣が成立した。しかし、社会党を出し抜き衆院第一会派である改新を結成したことに与党第一党だった日本社会党は反発して連立を離脱し、また、新党さきがけも閣外協力として政権と距離を置いた。政権は少数与党となり、事実上の予算管理内閣となった。安定政権への要望、野党に安んじられない自由民主党などの状況の中、竹下登、野中広務、武村正義などが水面下で動き、社会党の内閣総理大臣を目指し、自民党とさきがけが参加する大連立政権が構想されていった。
自民党は、社会党の8党派連立政権離脱直後から、前幹事長の梶山静六を中心とした「参謀本部」のもとで、佐藤孝行、野中広務、亀井静香、与謝野馨、白川勝彦らが水面下で社会党工作を開始。また自民党は自社連立政権樹立後の政権運営を準備して、村山首相を誕生させるための自社有志による勉強会を開き、「リベラル政権を創る会」と「憲法問題研究会」というふたつのグループを作った。ここでの政策研究が首班指名選挙における村山首班票となった。
リベラル政権を創る会には、自民党からは逢沢一郎、安倍晋三、衛藤晟一、小川元、川崎二郎、岸田文雄、熊代昭彦、白川勝彦、二田孝治、村上誠一郎、谷津義男が、社会党からは金田誠一、中尾則幸、伊東秀子が、護憲リベラルの会からは翫正敏、西野康雄（旭堂小南陵、のちの4代目旭堂南陵）、国弘正雄、田英夫、三石久江が、二院クラブからは青島幸男、下村泰（コロムビア・トップ）が、無所属からは紀平悌子が参加した。憲法問題研究会には自民党からは石原慎太郎、松岡利勝が、社会党からは北沢清功、秋葉忠利が参加した。
1994年6月23日、自民党が羽田内閣不信任案を提出し、新党さきがけの武村正義が村山首班を提案。首班選挙当日の6月29日、解散を恐れて辞任した羽田孜は本会議一時間前に海部首班を表明。小沢一郎の政治決断により自民党から大量の離脱者が出ると考えた細川護煕は「これで100パーセント勝ち」とコメントし、海部俊樹再登板を目指した自民党の津島雄二も「（自民党造反者は）40票は堅い」と小沢に約束したものの、第一回投票の自民党造反者は26人、第二回投票では19名にすぎなかった。また、社会党の中で反自民・旧連立合流の旗を掲げていたデモクラッツからの造反者は切り崩し防止への情報により少なく、自治労が村山擁立に踏み切ったことによりデモクラッツの結束は崩れた。
同年6月30日、羽田内閣の総辞職に伴い、社会党委員長の村山富市が就任し村山内閣が発足した。
村山は自民党総裁河野洋平と武村を呼び「2人に全面的に協力してほしい。大事なのは外相と蔵相だ。2人でどちらかを引き受けてくれんか」と言ったため、河野は宮澤喜一に相談した。宮澤は驚いたものの、河野に「何の疑問もなく外相をやる以外にないと。その理由を日本はやはり米国との信頼関係がないと進まない。実態は社会党政権ではないのだから、外交の責任は自民党総裁のあなたが負うと説明すべきですよ」と返した。武村も外相を希望したものの、村山は武村を内憂にさらされる蔵相に、河野を外患にさらされる外相にした。河野によると村山は自民党総裁からそういう返事がくれば、そりゃそうだ、結構ですということで、わしが総理でいいのかなあとずっと言っており、自民党総裁が副総理兼外務をやってくれることが対外的には一番良いということだった。
亀井静香は「自社さ政権は、最大野党だった自民党が、連立を離脱した社会党と組むウルトラCを考えた結果だった。自民党が政権復帰するために使える手をなんでも使うという執念から生まれたのだ。だからこの政権は、村山首相以外では誕生し得なかった」としている。
石原と中尾栄一は村山に要請したため、芹川洋一は「石原と中尾は自民党の青嵐会に属しタカ派で鳴らした2人である、社会党左派の村山とは思想的にまったく相いれないはずだ、自民党は右から左まで、なりふり構わず政権に復活しようとしていたエピソードだ」としている。野中によると村山を説得したのは社労族で20年を超える付き合いがあった戸井田三郎だという。

## 発足時の自社さ3党の幹部
自由民主党
総裁＝河野洋平　副総裁＝小渕恵三　幹事長＝森喜朗　総務会長＝木部佳昭　政務調査会長＝橋本龍太郎　国会対策委員長＝小里貞利
日本社会党
中央執行委員長＝村山富市　中央執行副委員長＝井上一成／上原康助／大出俊／山口鶴男　書記長＝久保亘　政策審議会長＝日野市朗　国会対策委員長＝野坂浩賢
新党さきがけ
常任幹事会代表＝武村正義　常任幹事会代表代行＝田中秀征　常任幹事会代表幹事＝園田博之　総務会長＝井出正一　政策調査会長＝菅直人　院内幹事＝渡海紀三朗

## 政策綱領
- 現憲法を尊重し小選挙区比例代表並立制の実施を明言。
- 税制改革ではその前提として行政改革の断行をする（さきがけの主張）。条件付で消費税の引き上げの方向を認める。
- 外交防衛では自衛隊と日米安保条約を維持し、PKOに積極的に参加する（後に村山首相は自衛隊合憲安保堅持と政策転換する）。
- 国連安保理常任理事国入りは「背伸びせず慎重対処」とした。
- 村山は所信表明演説で自衛隊を認め、安保反対が党是である社会党の党首として、党大会で安保を認めないなら自分は総理をやめると党是を捨てた[7]。

## 村山富市・橋本龍太郎内閣
- 新首都を2年をめどに候補地を選定する。
- 経常黒字を3年内に1％にする。
- 公的資金投入による不良債権の処理（住専問題で債権回収を実施）、公的機関に土地買い上げの促進などの本格的景気対策を行う。
- 沖縄米軍基地の整理統合縮小の推進（首相の橋本がアメリカ駐日大使のウォルター・モンデールと合意した）。
- HIV・AIDS被害者の救済を盛り込む（薬害エイズ問題で厚生大臣の菅直人が謝罪）。

## 連立政権の意思決定システム
細川内閣と羽田内閣の意思決定は、一・一ライン主導で密室的に行われてきた。社会党はこの反省から、意思決定の透明性を主張し、1994年6月、連立与党は最高意思決定機関として「与党責任者会議」を設置することになった。「与党責任者会議」は、自民党幹事長(森喜朗)、社会党書記長(久保亘)、新党さきがけ代表幹事(鳩山由紀夫)に加え、「与党政策調整会議」のメンバーの中から自民3人、社会3人、さきがけ2人、合計11人の合議で構成されることになり、独走を阻止する意思決定システムが採用された。
与党責任者会議により決定された意思は、政府与党首脳連絡会議(総理、外相、蔵相、通産相、与党責任者会議メンバー)の意思確認を経て、内閣により実行された。また重要事項については、党首会談(村山-河野)による確認も行われた。
また詳細な政策を連立各党間で調整するため、与党責任者会議に準じた意思決定機関として、与党院内総務会が設置され、与党院内総務会の下に与党政策調整会議と国対委員長会議が設置された。与党院内総務会には、自民党から深谷隆司(座長)、村岡兼造、宮下創平、保利耕輔、亀井善之、谷垣禎一、大島理森、岩崎純三、田沢智治が、社会党から森井忠良(座長)、山下八洲夫、関山信之、池端清一、鈴木和美、及川一夫、渕上貞雄が、新党さきがけから渡海紀三朗(座長)、菅直人、荒井聰が参画。与党政策調整会議には、自民党から加藤紘一、保利耕輔、岡野裕が、社会党から関山信之、田口健二、藁科満治、さきがけから菅直人、五十嵐文彦が参画した。

## 自社さ体制の限界
1996年10月20日の第41回衆議院議員総選挙の時点で自社さ体制は限界に近づいていた。左派から見れば転向と映った社会党の方針転換、同年1月に決まった社会民主党への党名変更に反発し、新社会党など一部議員・組織が分裂していった。また、9月には社さ両党から多くの議員が離脱して民主党を結成した。
そして、社さ両党は総選挙で大きく議席を減らし、壊滅的な打撃を受けた。また、閣外協力の自由連合は全議席を失った。自民党は議席を増加させ、野党第1党の新進党から離党者を取り込んだため、衆院での過半数を回復した（1997年9月）。総選挙後に成立した第2次橋本内閣では、社さ両党は閣外協力に転じた。
翌年には沖縄特別措置法や臓器移植法などでの与党内の不一致や、さきがけの衰退があり、社民党の党首が土井たか子になって教条主義化したため、自民党への態度を徐々に硬化させた。そして、自民党は新進党内の旧公明系との連携強化を水面下で推進し始めていた。
1998年6月には、第18回参議院議員通常選挙を前に自民党は社さ両党との閣外協力を解消した。
自社さ政権発足時に自民党総裁だった河野洋平は「総裁としては野党に下った自民党を政権に復帰させることが最大の使命だった。自社さ政権でそれを実現できた。他方、その結果、社会党という存在がやがて小さくなっていった。そのことが本当に良かったのかどうか」と述懐している。
亀井は「自社さ政権は、野武士みたいな政治家が集まり、歯ごたえがあった。今思い返しても非常に倫理観があり、バランスの取れた優れた政権になっていたのは、村山さんという人格者をトップに据えたからだと思う」と回顧している。
村山改造内閣で自治大臣、国家公安委員会委員長を務めた深谷隆司は「園遊会がありましてね。最後のテントのところで一杯飲んでいる時に村山さんとか野坂浩賢元建設大臣とか、みんな一緒になったんですが、村山さんが「深谷さんを敵に回すと本当に怖いと思っていたけど味方にするとこんなに心強いことはない」と。野坂さんは「アンタはワシを何回も怒鳴るから山賊だと思った」と言われた笑い話もあります。政治家って面白いんですね。一気に仲良くなる。自社さで三党になって社会党を説得して我々の意思を貫ければそれでやれるぞという形がありましたね。だから意外に抵抗感がなかったんですよ。それから自民党政権になっていくというのは段取りとしてはよかったかなと」回想している。